# カルフーン郡 (サウスカロライナ州)
カルフーン郡（英: Calhoun County）は、アメリカ合衆国サウスカロライナ州の中央部に位置する郡である。2010年国勢調査での人口は15,175人であり、2000年の15,185人から0.1%減少した。郡庁所在地はセントマシューズ市（人口2,021人）であり、同郡で人口最大の都市でもある。郡名は、サウスカロライナ州出身で、アメリカ合衆国副大統領、上院議員、下院議員などを歴任したジョン・カルフーンに因んで名付けられた。1908年にレキシントン郡とオレンジバーグ郡の一部を合わせて設立された。
カルフーン郡はコロンビア都市圏に属している。

## 地理
アメリカ合衆国国勢調査局に拠れば、郡域全面積は392平方マイル (1,015.3 km2)であり、このうち陸地380平方マイル (984.2 km2)、水域は12平方マイル (31.1 km2)で水域率は3.09%である。

### 隣接する郡

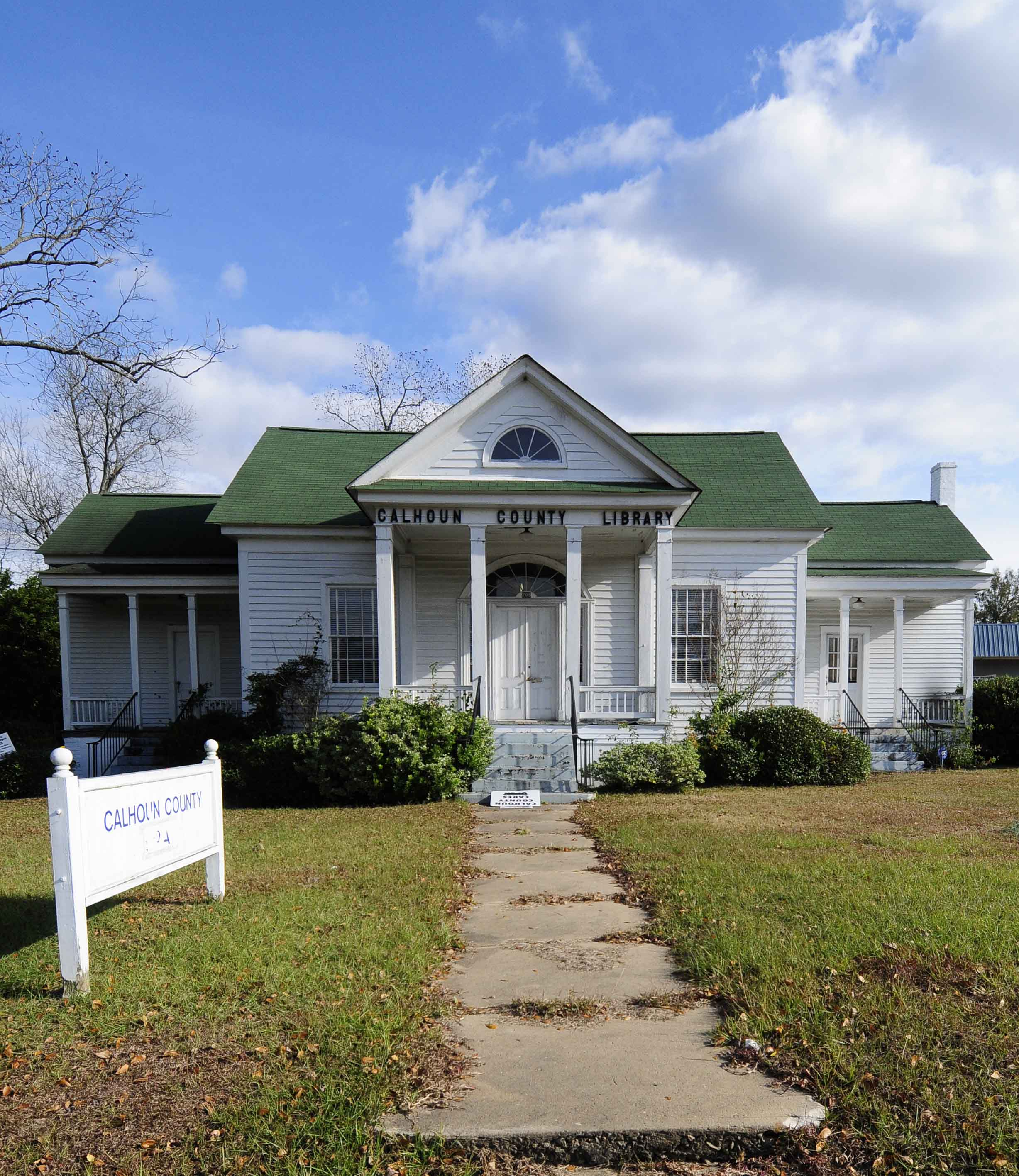
カルフーン郡図書館

- リッチランド郡 - 北
- サムター郡 - 北東
- クラレンドン郡 - 東
- オレンジバーグ郡 - 南
- レキシントン郡 - 北西

## 人口動態
以下は2000年国勢調査による人口統計データである。
| 基礎データ - 人口: 15,185人 - 世帯数: 5,917 世帯 - 家族数: 4,272 家族 - 人口密度: 15人/km2（40人/mi2） - 住居数: 6,864軒 - 住居密度: 7軒/km2（18軒/mi2） 人種別人口構成 - 白人: 50.03% - アフリカン・アメリカン: 48.69% - ネイティブ・アメリカン: 0.19% - アジア人: 0.14% - 太平洋諸島系: 0.03% - その他の人種: 0.24% - 混血: 0.69% - ヒスパニック・ラテン系: 1.40% 年齢別人口構成 - 18歳未満: 25.1% - 18-24歳: 7.4% - 25-44歳: 27.0% - 45-64歳: 26.7% - 65歳以上: 13.8% - 年齢の中央値: 39歳 - 性比（女性100人あたり男性の人口） - 総人口: 90.1 - 18歳以上: 86.4 | 世帯と家族（対世帯数） - 18歳未満の子供がいる: 30.2% - 結婚・同居している夫婦: 52.0% - 未婚・離婚・死別女性が世帯主: 15.8% - 非家族世帯: 27.8% - 単身世帯: 24.5% - 65歳以上の老人1人暮らし: 9.6% - 平均構成人数 - 世帯: 2.54人 - 家族: 3.03人 収入と家計 - 収入の中央値 - 世帯: 32,736米ドル - 家族: 39,823米ドル - 性別 - 男性: 31,431米ドル - 女性: 22,267米ドル - 人口1人あたり収入: 17,446米ドル - 貧困線以下 - 対人口: 16.2% - 対家族数: 13.2% - 18歳未満: 20.4% - 65歳以上: 18.3% |

## 都市と町

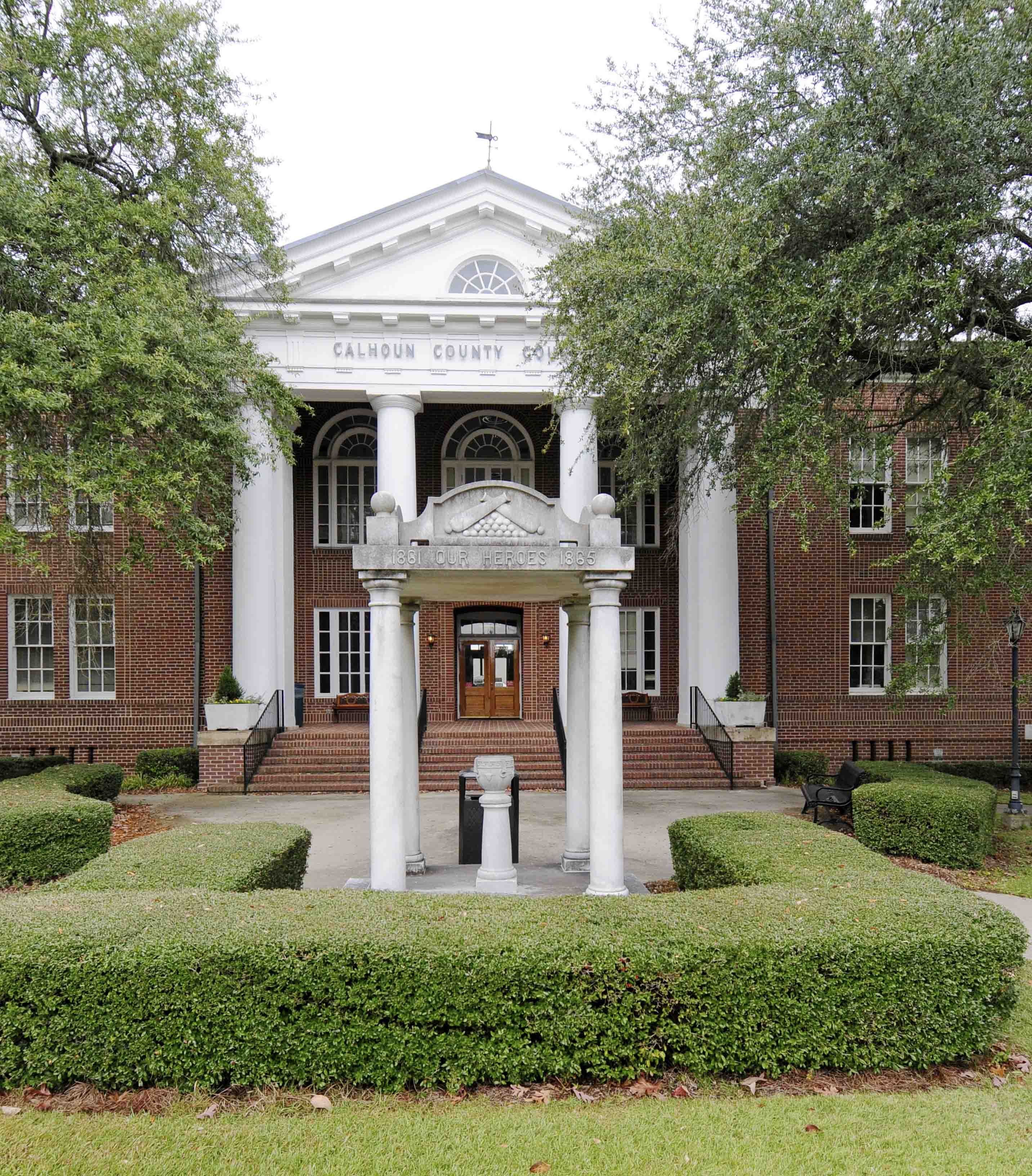
セントマシューズ市にあるカルフーン郡庁舎

- セントマシューズ - 郡庁所在地
- キャメロン
- クレストン
- フォートモット
- ローンスター
- サンディラン

## 著名出身者
- ヴィオラ・デイヴィス - 女優。セントマシューズ出身。